# Incilius cavifrons
Espèce
Synonymes
- Bufo cavifrons Firschein, 1950

Statut de conservation UICN

 EN B1ab(iii)+2ab(iii) : En danger
Incilius cavifrons est une espèce d'amphibiens de la famille des Bufonidae.

## Répartition

Distribution

Cette espèce est endémique du Sud de l'État de Veracruz au Mexique. Elle se rencontre entre 200 et 1 600 m d'altitude dans la Sierra de los Tuxtlas à proximité du volcan Santa Marta.

## Publication originale
- Firschein, 1950 : A New Toad from Mexico with a Redefinition of the cristatus Group. Copeia, vol. 1950, no 2, p. 81-87.